# Scopula juruana
Scopula juruana är en fjärilsart som beskrevs av Butler 1881. Scopula juruana ingår i släktet Scopula och familjen mätare. Inga underarter finns listade.